# Hana Mandlíková
Hana Mandlíková (Praga, 19 febbraio 1962) è un'ex tennista cecoslovacca naturalizzata australiana.

## Biografia

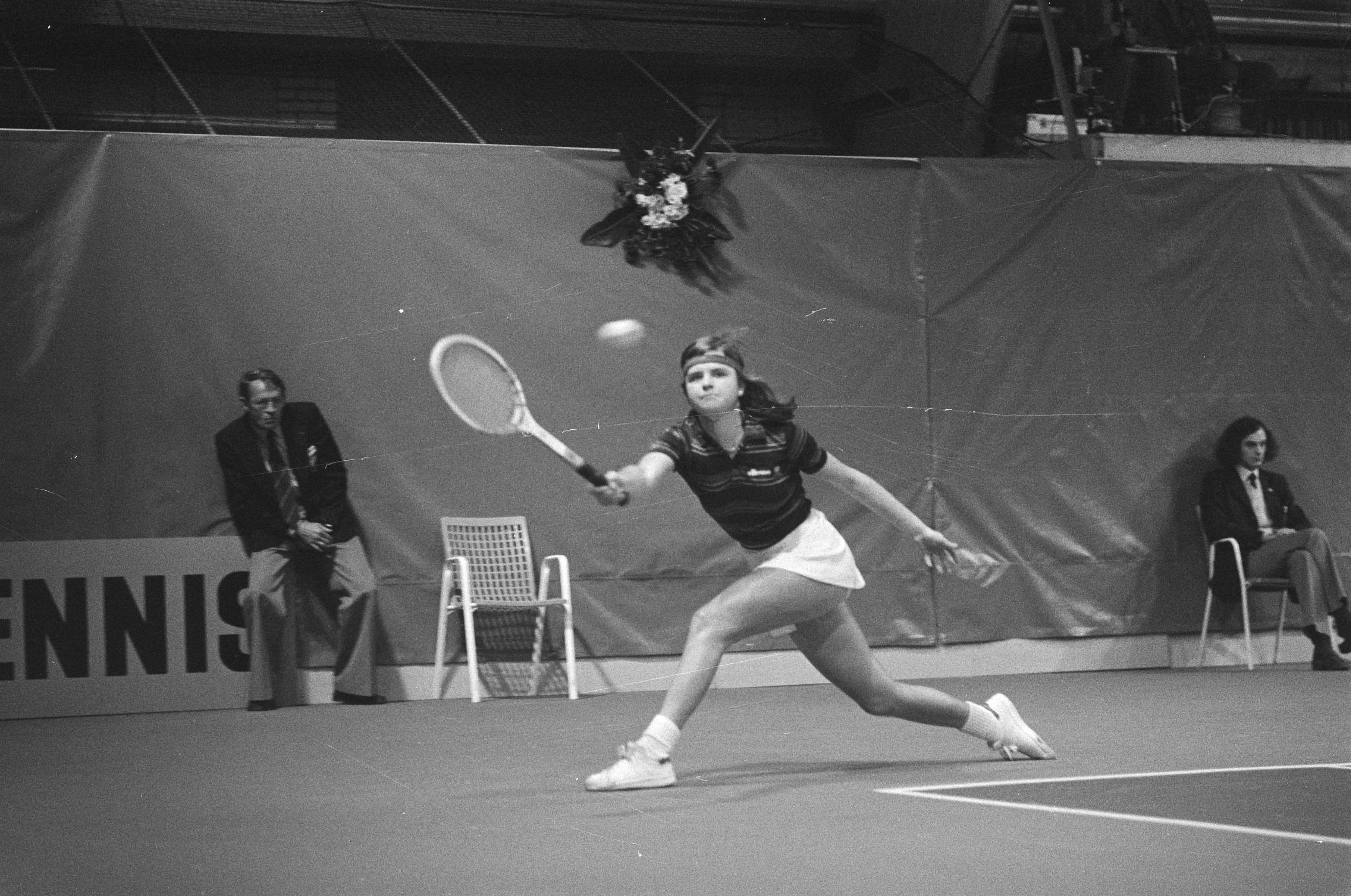
Hana Mandlikova nel 1980

In singolare ha vinto quattro tornei del Grande Slam: due volte l'Australian Open, una l'Open di Francia e una lo US Open. Ha raggiunto altre quattro volte la finale in un torneo dello Slam, due volte agli Us Open (1980 e 1982), dove in entrambe le occasioni si è dovuta arrendere a Chris Evert, e due finali a Wimbledon (1981 e 1986), sconfitta nella prima da Chris Evert e nella seconda da Martina Navrátilová.
Nel doppio femminile ha raggiunto per quattro volte la finale in un torneo del Grande Slam, riuscendo però a vincere solo gli US Open 1989 in coppia con Martina Navrátilová.
Complessivamente in carriera ha vinto 46 tornei, 27 come singolarista e 19 in doppio. Si è ritirata alla relativamente giovane età di 28 anni a causa di ripetuti infortuni. Nel 1994 è stata introdotta nella International Tennis Hall of Fame.

## Caratteristiche tecniche
Era una giocatrice completa, capace di giocare vincenti da ogni parte del campo.
Dotata di un servizio molto potente, era abile sia da fondo campo sia nei pressi della rete, dove riusciva a trovare tocchi sopraffini. Riconosciuta come giocatrice molto talentuosa, non ha saputo sfruttare appieno le sue capacità a causa di evidenti limiti caratteriali.

## Vita privata
Durante la carriera agonistica è stata sposata col ristoratore Jan Sedlak.  Ha poi dichiarato di essere bisessuale. 
Nel maggio 2001 è diventata mamma, tramite fecondazione assistita, di due gemelli, un maschio e una femmina: Mark Vilém Mandlik ed Elizabeth Mandlik, entrambi diventati tennisti. 
Hana Mandlikova attualmente risiede in Florida, insieme ai figli e alla compagna Sydney Biller.

## Risultati nei tornei del Grande Slam

### Singolare

#### Vinte (4)
| Anno | Torneo              | Superficie  | Avversario in finale | Punteggio           |
| 1980 | Australian Open (1) | Erba        | Wendy Turnbull       | 6–0, 7–5            |
| 1981 | Open di Francia (1) | Terra rossa | Sylvia Hanika        | 6–2, 6–4            |
| 1985 | US Open (1)         | Cemento     | Martina Navrátilová  | 7–6(3), 1–6, 7–6(2) |
| 1987 | Australian Open (2) | Erba        | Martina Navrátilová  | 7–5, 7–6(1)         |

#### Finali perse (4)
| Anno | Torneo    | Superficie | Avversario in finale | Punteggio     |
| 1980 | US Open   | Cemento    | Chris Evert          | 5–7, 6–1, 6–1 |
| 1981 | Wimbledon | Erba       | Chris Evert          | 6–2, 6–2      |
| 1982 | US Open   | Cemento    | Chris Evert          | 6–3, 6–1      |
| 1986 | Wimbledon | Erba       | Martina Navrátilová  | 7–6, 6–3      |

### Doppio

#### Vinte (1)
| Anno | Torneo  | Superficie | Compagno            | Avversario in finale           | Punteggio     |
| 1989 | US Open | Cemento    | Martina Navrátilová | Mary Joe Fernández Pam Shriver | 5–7, 6–4, 6–4 |

#### Finali perse (3)
| Anno | Torneo          | Superficie  | Compagno             | Avversario in finale            | Punteggio     |
| 1984 | Open di Francia | Terra rossa | Claudia Kohde Kilsch | Martina Navrátilová Pam Shriver | 4–6, 6–2, 6–2 |
| 1986 | Wimbledon       | Erba        | Wendy Turnbull       | Martina Navrátilová Pam Shriver | 6–1, 6–3      |
| 1986 | US Open         | Cemento     | Wendy Turnbull       | Martina Navrátilová Pam Shriver | 6–4, 3–6, 6–3 |